# Kondopoga
Kondopoga (in russo Кондопога?, in careliano Kondupohju e in finlandese Kontupohja) è una città della Russia nella Repubblica di Carelia, che ospita una popolazione di circa 33.000 abitanti. La città è situata non lontano dal fiume Suna, sulle rive del Lago Onega a circa 40 km a nord di Petrozavodsk. Menzionata per la prima volta nel 1495 e poi fondata nel 1563, ha ottenuto lo status di città nel 1938 ed è capoluogo del Kondopožskij rajon.